# Pilopogonella
Pilopogonella là một chi rêu trong họ Dicranaceae.